# 東カリブ・ドル
東カリブ・ドル（ひがしカリブ・ドル、英語：East Caribbean dollar）は、東カリブ諸国機構の東カリブ通貨同盟で発行され、カリブ海の8つの国家と地域で使用されている通貨。ISO 4217 通貨コードは、XCDである。1976年7月7日よりUSドルにペッグしており、為替レートは1米ドル＝2.70東カリブ・ドル
英語名が｢East Caribbean dollar｣（日本語：イーストカリビアンドル）であるため、しばしばECドルとも呼ばれる。

## 概要
使用地域のうち、アンティグア・バーブーダ、ドミニカ国、グレナダ、セントクリストファー・ネイビス、セントルシア、セントビンセントおよびグレナディーン諸島の6つは独立国であり、残りのアンギラとモントセラトはイギリスの海外領土である。
前身は、1949年に英領西インド諸島で発行された西インド諸島ドル(BWI$)であり、1958年に成立した西インド連邦においても公定通貨とされていた。ただし、領域内での通貨の統一はなされず、西インド連邦解散後は名称が東カリブ・ドルに変更されていた。

## 中央銀行
東カリブ・ドルは、セントクリストファー・ネイビスにある東カリブ中央銀行で発行される。1983年7月5日にポートオブスペインで調印された条約（東カリブ中央銀行条約）に基き、既存の東カリブ通貨機関の後継としてこの銀行は設立された。

## 紙幣
2019年に発行された現行紙幣は、縦長のデザインのポリマー紙幣となっている。
| 紙幣一覧                                | 紙幣一覧                               | 紙幣一覧 | 紙幣一覧      | 紙幣一覧                                                                         |
| 画像                                    | 画像                                   | 額面     | デザイン      | デザイン                                                                         |
| 表                                      | 裏                                     | 額面     | 表            | 裏                                                                               |
| --------------------------------------- | -------------------------------------- | -------- | ------------- | -------------------------------------------------------------------------------- |
| East Caribbean States $5 note (front)   | East Caribbean States $5 note (rear)   | EC$5     | エリザベス2世 | トラファルガーの滝、アンティグア・バーブーダ総督官邸、東カリブ海諸国機構の地図   |
| East Caribbean States $10 note (front)  | East Caribbean States $10 note (rear)  | EC$10    | エリザベス2世 | ベキア島の海岸、東カリブ海諸国機構の地図                                         |
| East Caribbean States $20 note (front)  | East Caribbean States $20 note (rear)  | EC$20    | エリザベス2世 | モントセラト総督官邸、ナツメグ、東カリブ海諸国機構の地図                         |
| East Caribbean States $50 note (front)  | East Caribbean States $50 note (rear)  | EC$50    | エリザベス2世 | K・ドワイト・ベナー、ブリムストーン・ヒル要塞国立公園、 東カリブ海諸国機構の地図 |
| East Caribbean States $100 note (front) | East Caribbean States $100 note (rear) | EC$100   | エリザベス2世 | アーサー・ルイス、東カリブ海諸国機構の地図                                       |